# Соляник Василь Степанович
Соляник Василь Степанович (1 березня 1896, село Петриківка, Новомосковський повіт, Катеринославська губернія — ?) — український археолог, музеєзнавець, учитель, реставратор, художник. Учень Дмитра Яворницького.

## Біографія
Василь Степанович Соляник народився 1 березня 1896 року в селі Петриківка на Катеринославщині. Батьки – селяни, мали наділ землі й хату. В родині було п’ятеро дітей: два сини — агрономи, Василь – учитель, сестра та ще один брат – колгоспники. Василь навчався у двохкласній школі в Петриківці. З юнацьких років виявив хист до малювання.
У 1915 — 1918 рр. Василь служив у армії прапорщиком у Катеринославі, працював у катеринославському госпіталі. У 1921 —  1926 роках мешкав у Петриківці і працював у районному продовольчому комітеті.
За його спогадами, працюючи в школі, він створив місцевий краєзнавчий музей.

## Робота в музеї

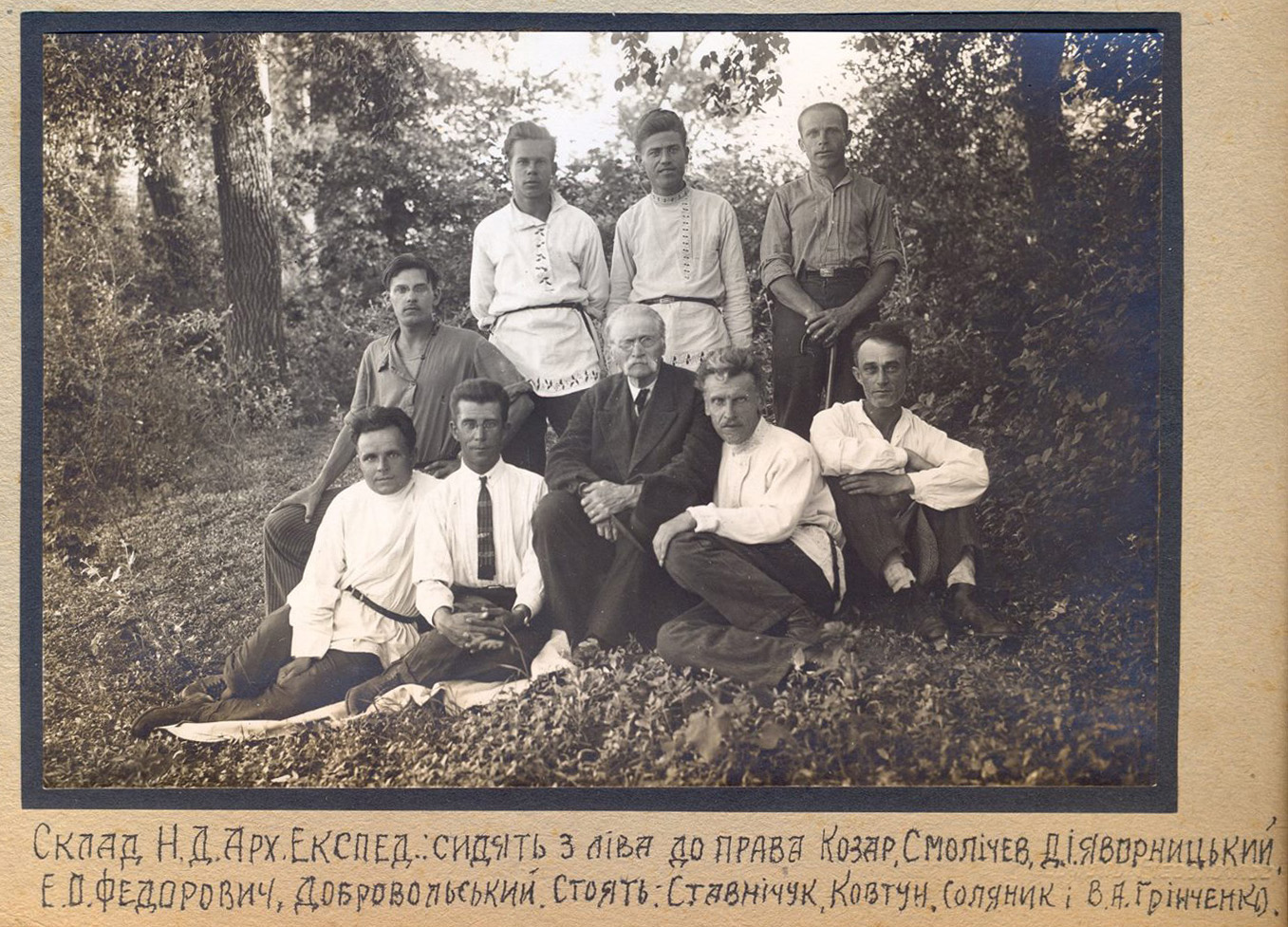
Учасники Дніпробудівської експедиції разом з Яворницьким, 1928-1930

З 1926 по 1934 роки Соляник працював у Дніпропетровському історичному музеї (креслярем, археологом, художником-реставратором) та брав участь у Дніпрельстанівській новобудовній археологічній експедиції.
У серпні 1930 року Соляника призвали на збори до лав армії. Службу він проходив недалеко від Павлограду у 30-й дивізії. До самого Соляника було особливе ставлення, бо він читав просвітницькі лекції: «Наука про людину», «Всесвіт»
Восени 1930 року В. С. Соляник разом з іншими учнями академіка Д. І. Яворницького спробував скласти кандидатські іспити в Харкові, але невдало.
1931 — 1932 рр. В. С. Соляник знову працює в музеї та в археологічній експедиції. Зокрема, Соляник тяжко захворів на шлунок. У свій час він допомагав А. В. Добровольському у розкопках на Лантухівському острові, у селах Привільне та Вовніги, працював з археологом М. О. Міллером на Дубовому острові. Він оволодів фотографічною майстерністю, і окрім креслень і замальовок, робив фотозйомки археологічних розкопок та знахідок.
У 1933 році під час «чистки» музею від так званих «ворогів народу й націоналістів», про що докладно дослідив за архівними матеріалами В. Ченцов, Василь Степанович був звільнений, потім поновлений на роботі. Але в музеї працював недовго.

## Робота в інших закладах
Працював у Дніпропетровському хіміко-технологічному інституті креслярем (1934 — 1936 рр.). У 1937 — 1940 рр. він навчався на біологічному факультеті Дніпропетровського інституту народної освіти, отримав спеціальність викладача природознавства у середній школі. 
Під час Другої світової війни залишався у Петриківці, працював вчителем у школі, викладаючи історію, астрономію, креслення, та підробляв креслярем у земельному відділі.
У 1946 р. В. Соляник знову працював в історичному музеї. Є відомості, що він очолював народний музей у Петриківці, про який мало що відомо. Подальша доля невідома.

## Родина
Є відомості з особистої справи Соляника на 1946 року, що він був одружений, мав двох дочок – Сталіну (1936 р.н.) та Тамару (1941 р.н.).

## Пам'ять
В фондах Дніпропетровського національного історичного музею зберігаються листи Соляника до Дмитра  Яворницького з 1925 до 1931 рр., а також написаний ним для музейної виставки творів петриківських майстрів у 1960 р., картина «Краєвид села Петриківка 1926-1930-х рр.», на якій зображено мальовничу Петриківку саме того періоду, коли в селі засновується школа петриківського народного розпису та окремі малюнки для експозиції музею, зокрема надмогильна плита П. Калнишевського тощо. Також є автором картин «Т. Шевченко» і «Д. Яворницький».